# Olga Tovarnova
Olga Tovarnova (née le 11 avril 1985) est une athlète russe, spécialiste du 400 mètres. 

## Biographie
Aux Championnats d'Europe en salle 2013, Olga Tovarnova remporte la médaille d'argent sur 4 × 400 mètres, associée à ses compatriotes Tatyana Veshkurova, Nadezhda Kotlyarova et Kseniya Zadorina, avec un temps de 3 min 28 s 18. Le relais russe s'incline face au Royaume-Uni (3 min 27 s 56).

### Palmarès
| Date | Compétition                    | Lieu     | Résultat | Épreuve   | Performance   |
| ---- | ------------------------------ | -------- | -------- | --------- | ------------- |
| 2012 | Championnats d'Europe          | Helsinki | 6e       | 4 × 400 m | 3 min 28 s 36 |
| 2013 | Championnats d'Europe en salle | Göteborg | 2e       | 4 × 400 m | 3 min 28 s 18 |
| 2014 | Championnats du monde en salle | Sopot    | 4e       | 4 × 400 m | 3 min 28 s 39 |

### Records
| Épreuve    | Épreuve      | Performance | Lieu   | Date            |
| ---------- | ------------ | ----------- | ------ | --------------- |
| 400 mètres | En plein air | 52 s 50     | Moscou | 12 juin 2014    |
| 400 mètres | En salle     | 52 s 46     | Moscou | 13 février 2013 |